# Matéria-prima

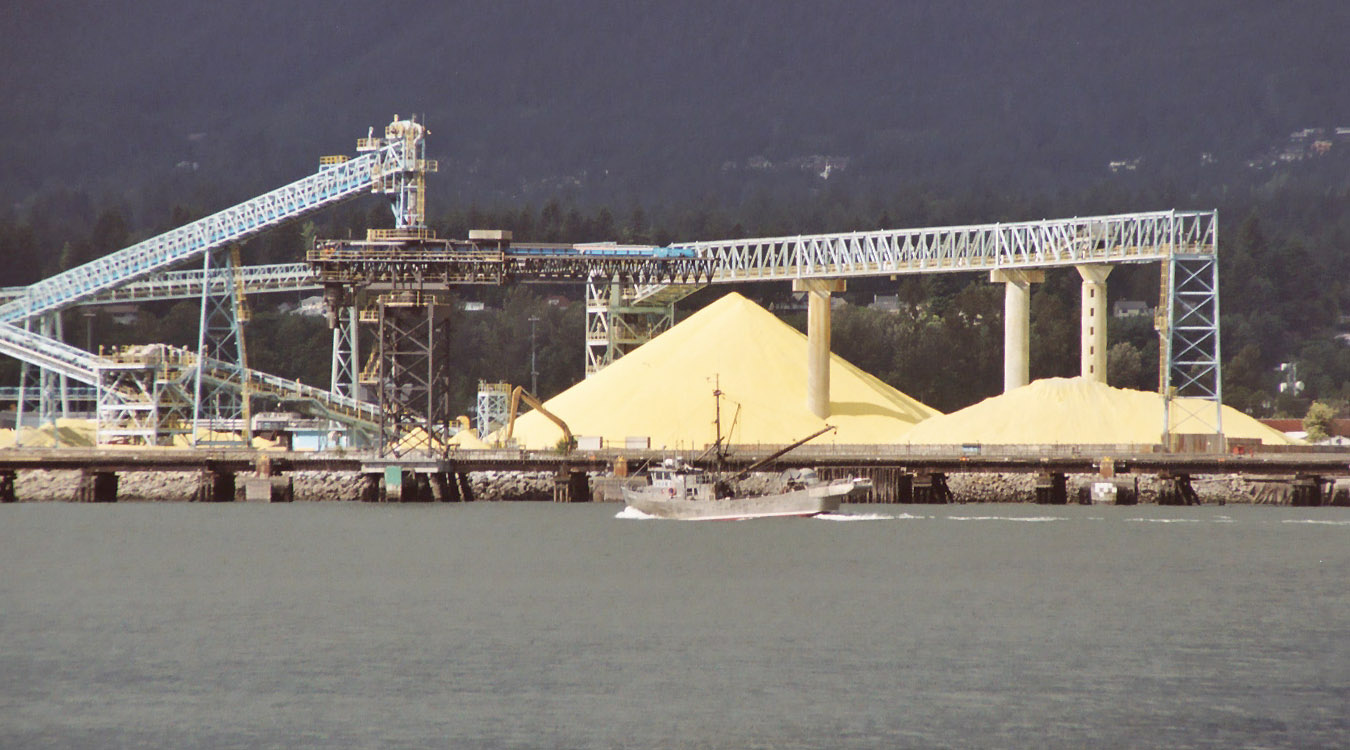
Enxofre no porto de North Vancouver, Canada, pronto para ser carregado

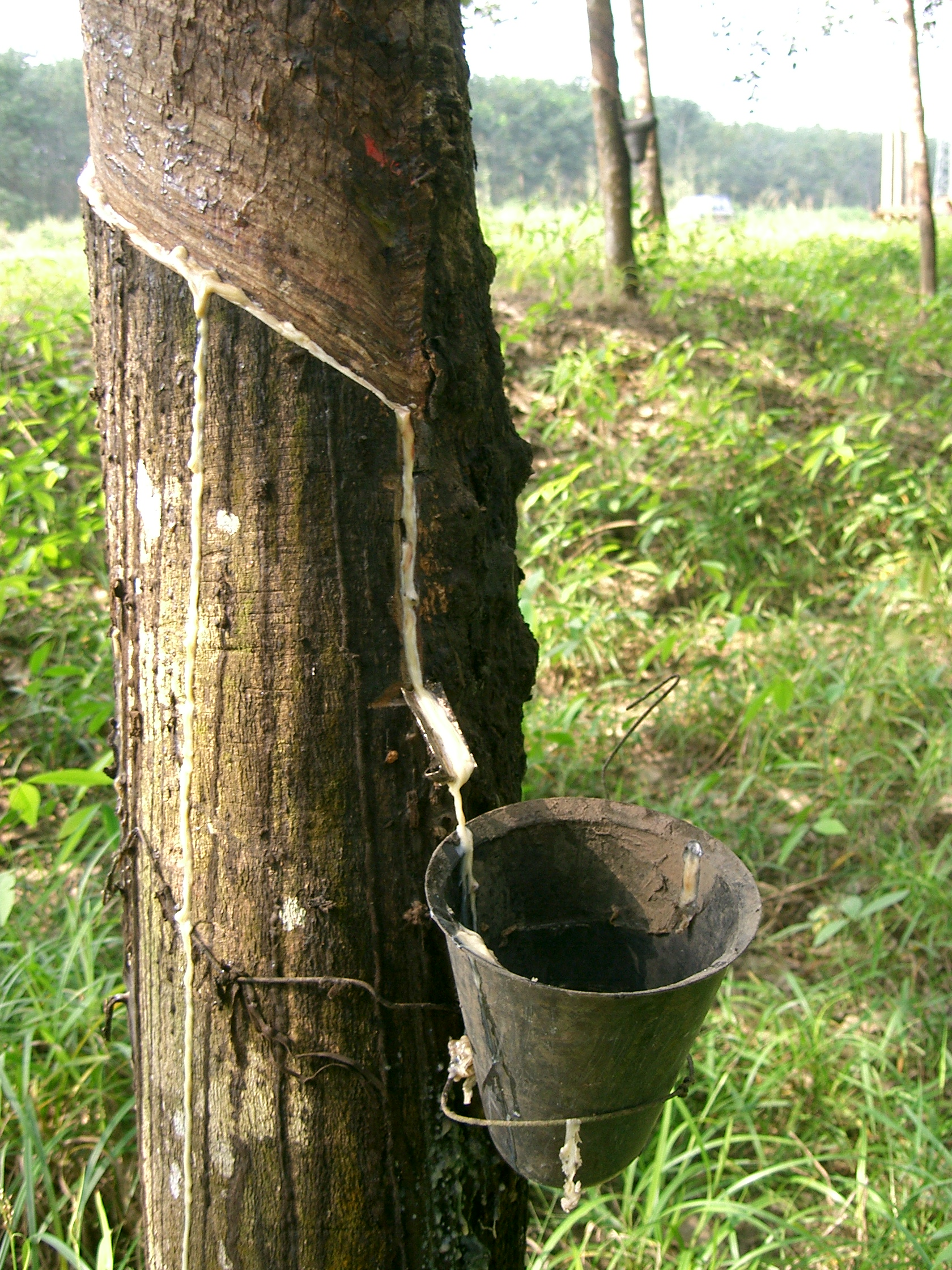
Látex coletado de uma seringueira.

A matéria-prima, também chamado material não processado ou comódite primária, é um material básico em estado não processado (ou minimamente processado) que é utilizado para produzir mercadorias, produtos acabados, energia ou, materiais intermediários que são matérias-primas para futuros produtos acabados. Como matéria-prima, o termo denota que esses materiais são necessários para produzir outros produtos.

## Exemplos
O termo matéria-prima denota materiais em estado não processado ou minimamente processados, como por exemplo, látex bruto, petróleo bruto, algodão, carvão, biomassa bruta, minério de ferro, ar, toras, água ou "qualquer produto da agricultura, silvicultura, pesca ou mineral em sua forma natural ou que tenha sofrido a transformação necessária para prepará-lo para o mercado internacional em volumes substanciais".
O termo matéria-prima secundária denota material residual que foi reciclado e injetado novamente em uso como material produtivo.

## Cerâmica
Embora a cerâmica tenha se originado em muitos pontos diferentes do mundo, é certo que foi trazida à luz principalmente através da Revolução Neolítica. Isso é importante principalmente por causa de sua capacidade de armazenar e transportar um excedente de suprimentos para o primeiro agrário. Embora a maioria das jarras e potes fossem cerâmicas de argila de fogo, as comunidades neolíticas criaram fornos capazes de queimar esses materiais para remover a maior parte da água e criar materiais muito estáveis e duros. Sem a presença do barro nas margens dos rios Tigre e Eufrates no Crescente Fértil, tais fornos seriam impossíveis de serem produzidos pelos povos da região. Usando esses fornos, o processo de metalurgia foi possível quando as Idades do Bronze e do Ferro chegaram às pessoas que ali viviam.

## Metais
Os minérios metálicos são processados primeiro através de uma combinação de britagem, torrefação, separação magnética, flotação e lixiviação para torná-los adequados para uso em uma fundição. As fundições então fundem o minério em metal utilizável que pode ser ligado com outros materiais para melhorar certas propriedades. Uma matéria-prima metálica que é comumente encontrada em todo o mundo é o ferro e, quando combinado com o níquel, esse material compõe mais de 35% do material no núcleo interno e externo da Terra. O ferro que foi usado inicialmente em 4000 aC era chamado de ferro meteórico e foi encontrado na superfície da terra, pois esse tipo de ferro veio dos meteoritos que atingiram a terra antes do aparecimento dos humanos e estavam em oferta muito limitada. Este tipo de ferro é diferente da maioria do ferro na terra, pois o ferro na terra era muito mais profundo do que os humanos daquele período de tempo eram capazes de escavar. O teor de níquel do ferro meteórico fez com que não precisasse ser aquecido e, em vez disso, foi martelado e moldado em ferramentas e armas.

### Minério de ferro
O minério de ferro pode ser encontrado em uma infinidade de formas e fontes. As formas primárias de minério de ferro hoje são Hematita e Magnetita. Embora o minério de ferro possa ser encontrado em todo o mundo, apenas os depósitos da ordem de milhões de toneladas são processados para fins industriais. Os cinco maiores exportadores de minério de ferro são Austrália, Brasil, África do Sul, Canadá e Ucrânia. Uma das primeiras fontes de minério de ferro é o ferro do pântano. O ferro do pântano toma a forma de nódulos do tamanho de ervilhas que são criados sob turfeiras na base das montanhas.

## Conflitos de matérias-primas
Locais com abundância de matérias-primas e pouco desenvolvimento econômico costumam apresentar um fenômeno, conhecido como "doença holandesa" ou "maldição dos recursos", que ocorre quando a economia de um país se baseia principalmente em suas exportações por causa de seu método de governança. Um exemplo disso é a República Democrática do Congo.
Matérias-primas também são usadas por não humanos, como pássaros que usam objetos encontrados e galhos para criar ninhos.